# Dixie Carter

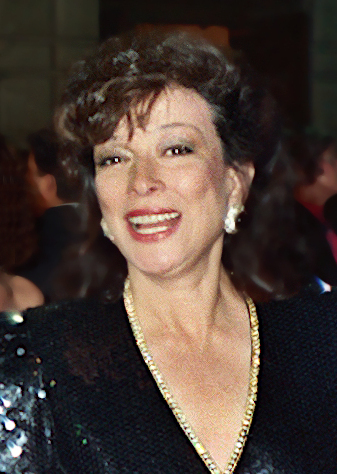
Dixie Carter

Dixie Virginia Carter  (n.  25 mai 1939 în McLemoresville, Tennessee; d. 10 aprilie 2010 în Houston, Texas) a fost o actriță americană. 

## Biografie
Dixie a fost fiica unui comerciant, ea a crescut în Memphis, studiază la University of Tennessee în Knoxville și Southwestern College, azi Rhodes College, în Memphis. Carter a studiat și a cântat la pian, trompetă și acordeon. În anul 1960 a debutat ca actriță, în 1963 se mută la New York City, unde va juca într-o înscenare după William Shakespeare.

## Filmografie
- 1974–1976: The Edge of Night
- 1977–1978: On Our Own
- 1979: Out of the Blue
- 1981: Moartea lui Randy(The Killing of Randy Webster)
- 1982: Bret Maverick
- 1982: Quincy
- 1982: Lou Grant
- 1983: Filthy Rich
- 1984–1985: Mai ai întrebări Arnold ? (Diff'rent Strokes)
- 1986–1993: Nu-i obligatoriu (Designing Women)
- 1999–2000: Ladies Men
- 1999–2002: Puterea femeilor (Family Law)
- 2004: Law & Order: New York
- 2006–2007: Desperate Housewives
- 2009: That Evening Sun